# Daihatsu Gran Max
Daihatsu Gran Max (яп. ダイハツ・グランマックス) — серія легких комерційних автомобілів (фургони та пікапи), які виробляються та продаються японським автовиробником Daihatsu з кінця 2007 року. З 2008 року Toyota також продає його під маркою Toyota LiteAce і Toyota TownAce, а з 2020 року — Mazda в Японії як Mazda Bongo.